# 택시 3
택시 3(Taxi 3)는 2003년 개봉한 프랑스의 영화이자 1998년작 택시 시리즈의 3편이다. 후속 시리즈로 《택시 4》가 있다.

## 출연
- 사미 나세리 - 다니엘
- 프레데리크 디팡탈 - 에밀리앙
- 마리옹 코티야르 - 릴리
- 엠마 비클룬드 - 페트라
- 베르나르 파시 - 지베르 경찰서장
- 장크리스토프 부베 (Jean-Christophe Bouvet) - 에드몽
- 실베스터 스탤론 - 공항 승객(특별출연)
- 바이 링

## KBS 성우진
- 오인성 - 다니엘(사미 나세리)
- 김일 - 에밀리앙(프레데리크 디팡탈)
- 이선 - 질리(마리옹 코티야르)
- 오길경 - 페트라(엠마 비클룬드)
- 유해무 - 지베르(베르나르 파시)
- 이윤선 - 베르티노 장군(장크리스토프 부베)
- 홍승섭 - 알랭(에두아르 몽투트)
- 은미 - 끼(링 바이)
- 이정구 - 공항 승객(실베스터 스탤론)
- 박상일
- 문관일
- 이원준
- 이장원
- 김정아
- 고재균